# Список университетов Новой Зеландии
Список университетов Новой Зеландии. В 2007 году в Новой Зеландии было 484,104 студентов (высшее образование), из них 35 % в 8 университетах и 8 % студентов — иностранцы.

## Список университетов
| Название                               | Основной кампус | Другие кампусы                                           | Год основания | Число студентов (2007) | R&D $M (2004) |
| -------------------------------------- | --------------- | -------------------------------------------------------- | ------------- | ---------------------- | ------------- |
| Оклендский технологический университет | Окленд          |                                                          | 2000 (1895)   | 22 757                 | 21,8          |
| Университет Линкольна                  | Линкольн        |                                                          | 1878          | 3484                   | 19,2          |
| Университет Мэсси                      | Палмерстон-Норт | Олбани, Веллингтон                                       | 1927          | 34 760                 | 73,1          |
| Университет Окленда                    | Окленд          |                                                          | 1883          | 38 502                 | 124,4         |
| Университет Кентербери                 | Крайстчерч      | Нельсон, Тимару, Тауранга, Роторуа, Нью-Плимут, Греймут  | 1873          | 17 768                 | 29,5          |
| Университет Отаго                      | Данидин         | Крайстчерч, Веллингтон, Окленд, Инверкаргилл, Александра | 1869          | 20 543                 | 106,3         |
| Университет Уаикато                    | Гамильтон       | Тауранга                                                 | 1964          | 12 207                 | 38,4          |
| Университет Виктории                   | Веллингтон      |                                                          | 1897          | 22 459                 | 41,9          |